# Ah Toy
Ah Toy, född 1828, död 1928, var en amerikansk bordellägare, känd från Vilda Västerns legendflora. Hon är känd för den bordellverksamhet hon drev i San Francisco under guldrushen i Kalifornien. 
Ah Toy emigrerade från Hongkong i Kina till San Francisco i Kalifornien mitt under guldrushen år 1849. Hon beskrivs som en lång, vacker och intelligent kvinna med liljefötter.  Hennes make avled under båtfärden till USA, och hon prostituerade sig då till fartygets kapten, som gav henne guld nog för att hon skulle vara försedd med ett startkapital vid sin ankomst till San Francisco.  
Hon var en av de första kinesiska kvinnorna i staden, där det för övrigt rådde en stor brist på kvinnor överhuvudtaget. Hon blev känd för att visa upp sig i så kallade nyckelhålsshower mot avgift, och utökade efterhand sin verksamhet genom att importera flickor från Kina, vissa av dem så unga som elva år, som hon prostituerade i en kedja av bordeller.  Hon var framgångsrik och blev rik på sin verksamhet, och kunde med framgång försvara sig domstolarna för att skydda sig och sin affärsverksamhet.  
År 1854 utvidgades dock förbudet för svarta och indianer att vittna i domstol till att även gälla kineser, och samma år kom en anti-prostitutionslag som slog hårt mot just slavhandeln med prostituerade från Kina, två faktorer som både försvårade för henne att driva sin verksamhet och försvara den i domstol.  Ah Toy stängde därför sina bordeller och drog sig tillbaka med en förmögenhet. Hon återvände till Kina i syfte att tillbringa resten av sitt liv där, men ändrade sig och gjorde bara ett besök där, varpå hon återvände till Kalifornien. Från 1868 till sin död bodde hon i Santa Clara County. 